# Carl Berteele
Carl Berteele, geboren op 30 april in Kortrijk, is een Vlaams sportjournalist. Berteele is werkzaam bij Sporza, Radio 1 en Radio 2. Berteele volgt de voorjaarskoersen en grote rondes, zoals de Ronde van Frankrijk, op de motor. Hij is gekend als de 'man op de moto'.
Naast de commentaren op de motor is Berteele gespecialiseerd in wegwielrennen, veldrijden, baanwielrennen, volleybal, basketbal en voetbal.